# Cavid Tağıyev (calciatore)
Cavid Tağıyev (Tovuz, 22 luglio 1992) è un calciatore azero, centrocampista dell'İrəvan.

## Carriera

### Club
Ha giocato nella massima serie azera.

### Nazionale
Ha giocato nella nazionale azera Under-21.
Nel 2015 ha esordito in nazionale maggiore.

## Statistiche

### Cronologia presenze e reti in nazionale
| Cronologia completa delle presenze e delle reti in nazionale ― Azerbaigian | Cronologia completa delle presenze e delle reti in nazionale ― Azerbaigian | Cronologia completa delle presenze e delle reti in nazionale ― Azerbaigian | Cronologia completa delle presenze e delle reti in nazionale ― Azerbaigian | Cronologia completa delle presenze e delle reti in nazionale ― Azerbaigian | Cronologia completa delle presenze e delle reti in nazionale ― Azerbaigian | Cronologia completa delle presenze e delle reti in nazionale ― Azerbaigian | Cronologia completa delle presenze e delle reti in nazionale ― Azerbaigian |
| Data                                                                       | Città                                                                      | In casa                                                                    | Risultato                                                                  | Ospiti                                                                     | Competizione                                                               | Reti                                                                       | Note                                                                       |
| -------------------------------------------------------------------------- | -------------------------------------------------------------------------- | -------------------------------------------------------------------------- | -------------------------------------------------------------------------- | -------------------------------------------------------------------------- | -------------------------------------------------------------------------- | -------------------------------------------------------------------------- | -------------------------------------------------------------------------- |
| 6-9-2015                                                                   | Ta' Qali                                                                   | Malta                                                                      | 2 – 2                                                                      | Azerbaigian                                                                | Qual. Euro 2016                                                            | -                                                                          |                                                                            |
| 26-3-2016                                                                  | Belek                                                                      | Azerbaigian                                                                | 0 – 1                                                                      | Kazakistan                                                                 | Amichevole                                                                 | -                                                                          | 46’                                                                        |
| Totale                                                                     |                                                                            | Presenze                                                                   | 2                                                                          |                                                                            | Reti                                                                       | 0                                                                          |                                                                            |